# Solanum monadelphum
Solanum monadelphum är en potatisväxtart som beskrevs av Henri Ferdinand Van Heurck och Johannes Müller Argoviensis.
Solanum monadelphum ingår i släktet skattor som ingår i familjen potatisväxter. Inga underarter finns listade i Catalogue of Life.